# Volkswagen T-Roc

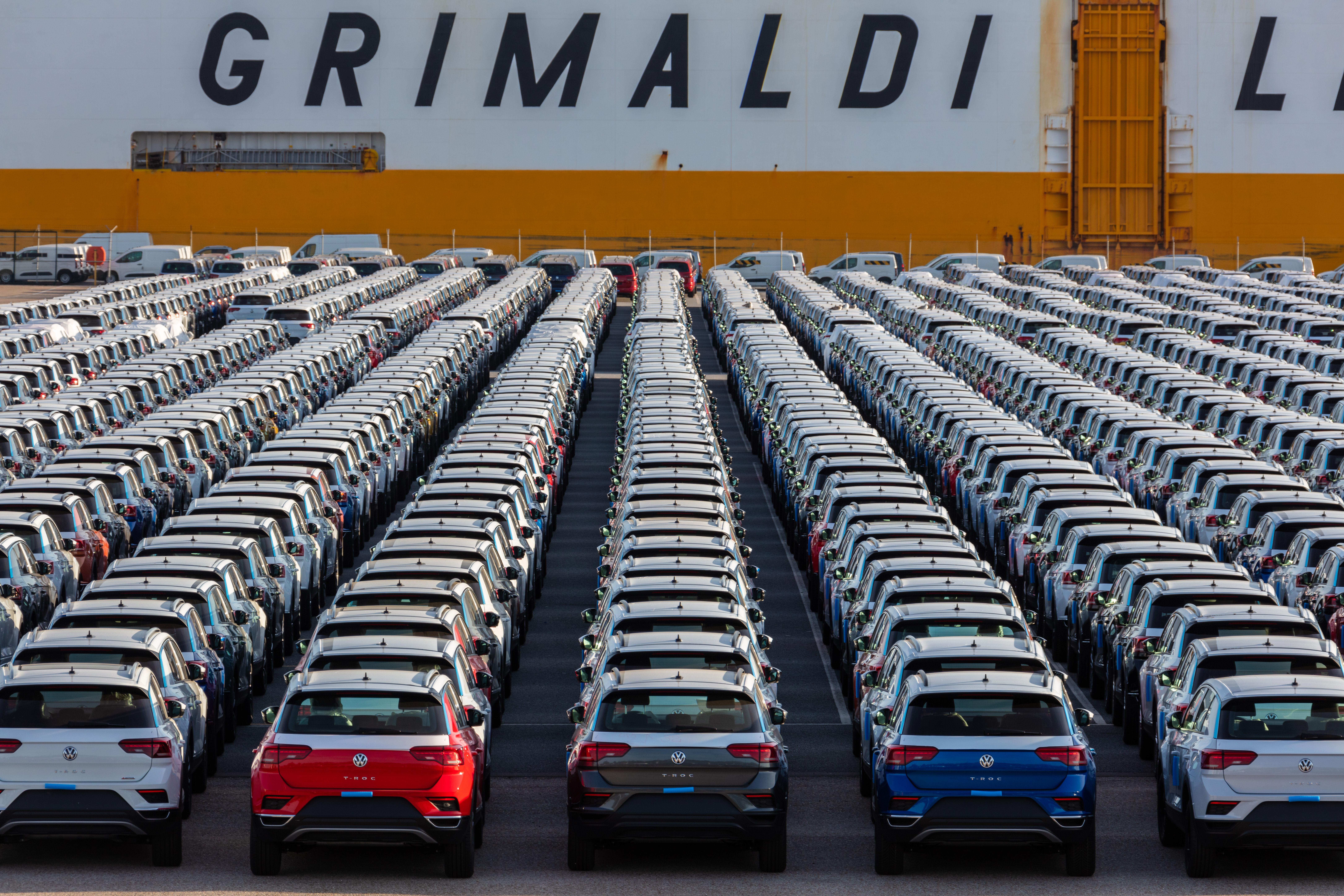
T-Rocs producidos en Portugal esperando a su embarque en un barco.

El Volkswagen T-Roc es un automóvil todocamino del segmento B que el fabricante alemán Volkswagen presentó en el Salón del Automóvil de Frankfurt de 2017. Es el tercer todocamino de la marca, ubicándose por debajo del Volkswagen Tiguan y el Volkswagen Touareg. Utiliza la plataforma MQB, al igual que otros modelos pequeños y compactos del grupo Volkswagen como el Audi Q2 con el que tiene cierta similitud.

## Historia
Unos años antes de sacar la edición comercial, Volkswagen había desarrollados varios prototipos presentados en varios salones del automóvil. En 2014 en el salón de Ginebra se presentó un T-Roc Concept en color azul con una carrocería Cabriolet.

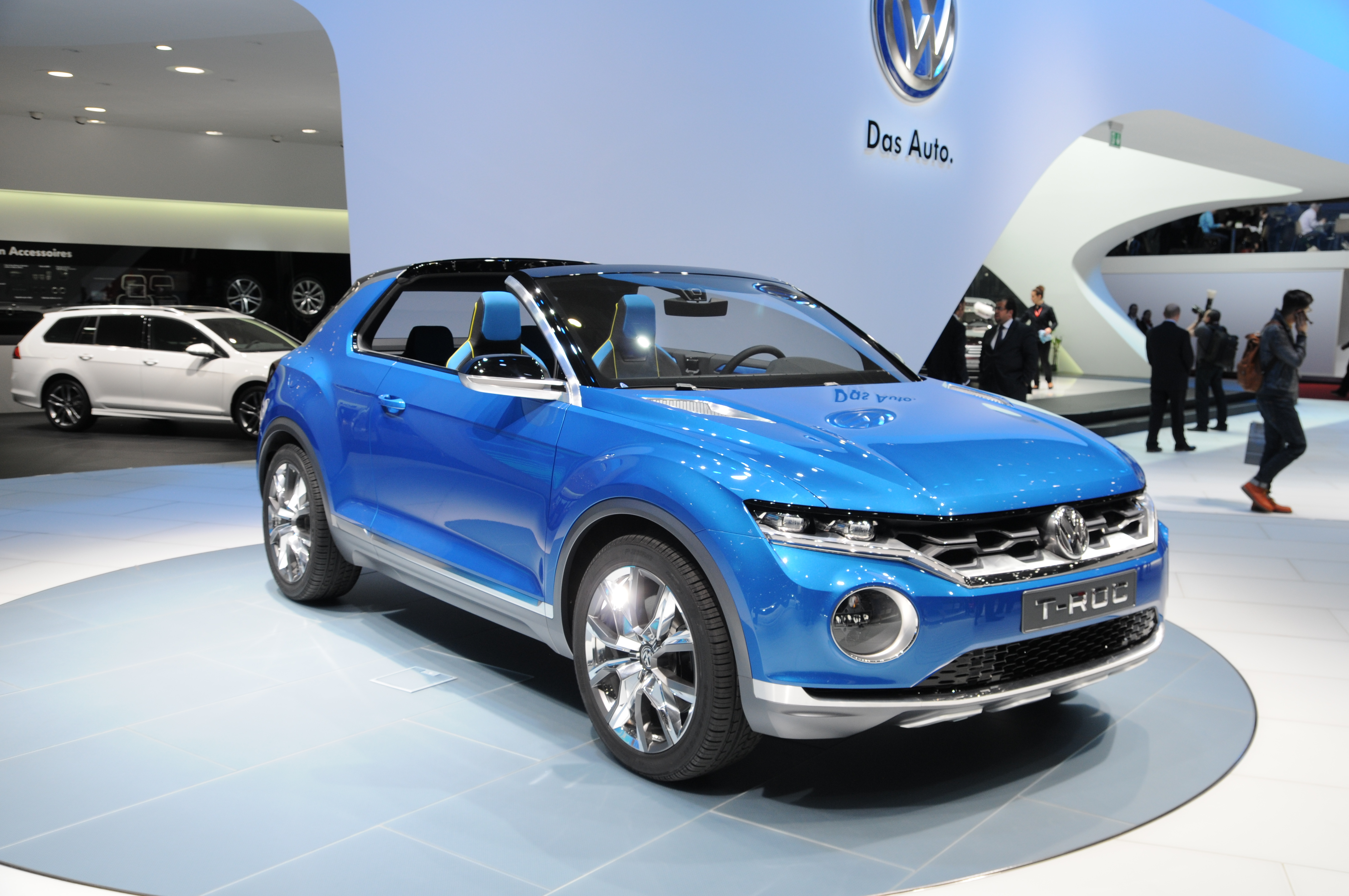
2014 T-Roc Concept
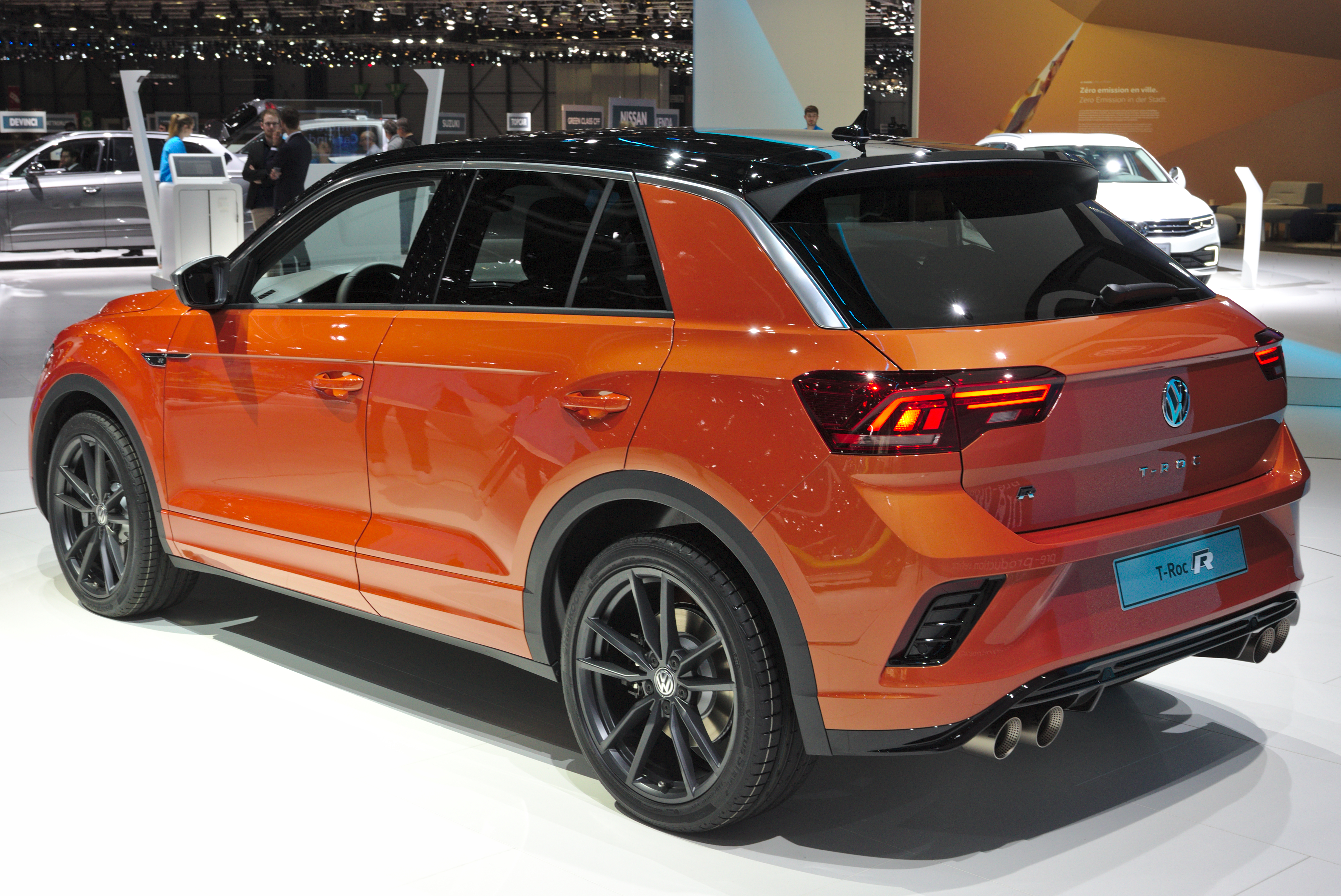
2019 T-Roc R
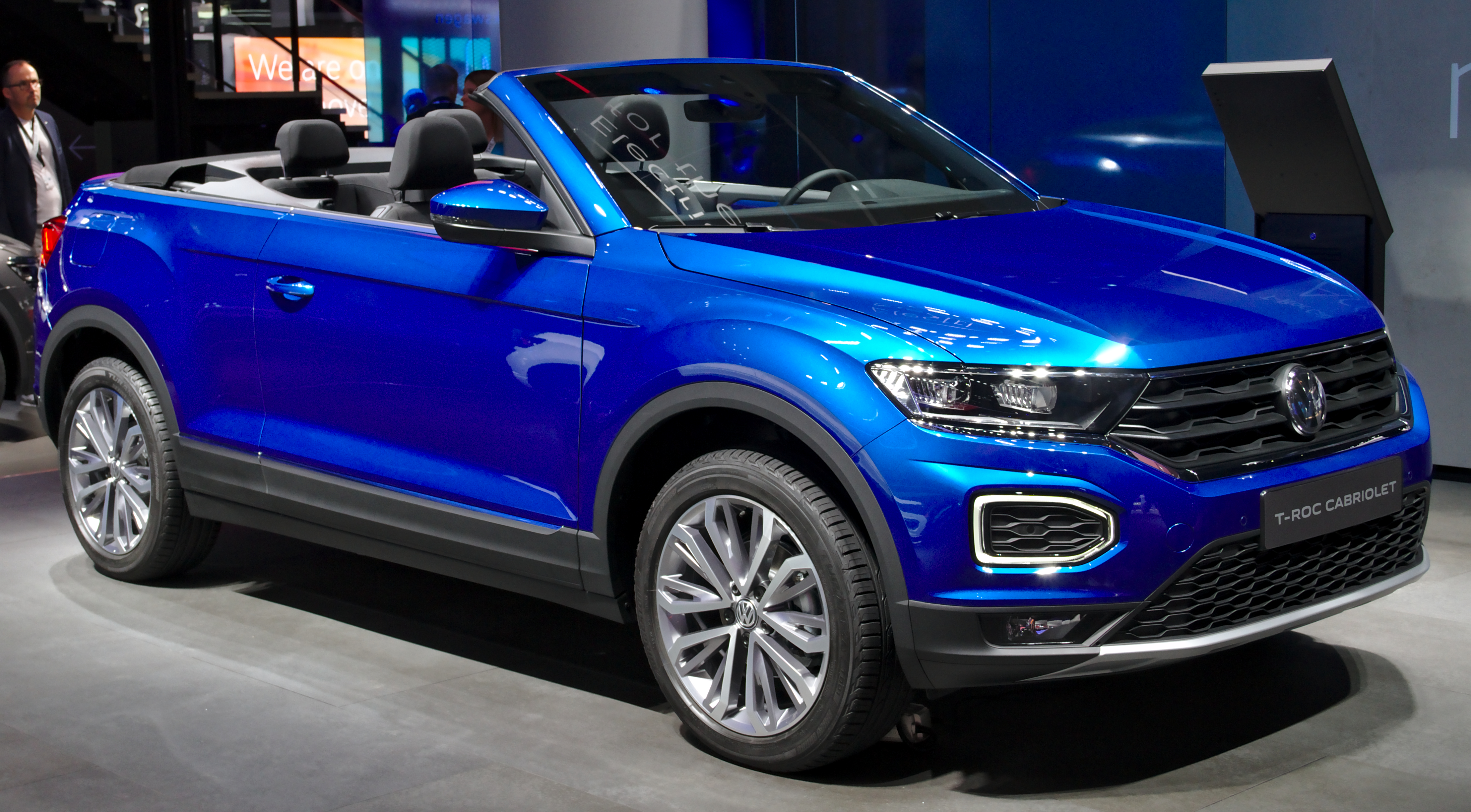
2019 T-Roc Convertible